# Tanki Online
Tanki Online är ett massively multiplayer online game baserat på Adobe Flash teknologi. Man kan spela det direkt i sin webbläsare och behöver inte ladda ner någon klient eller annat program.
Spelet skapades i mitten av 2008 av AlternativaPlatform, som finns i Perm i Ryssland. I början av 2009 fick spelet en utmärkelse av Rysslands KRI Awards i genren "Bäst spel utan utgivare" och "Bäst teknologi".

## Gameplay
Spelarna har kommandot över stridsvagnar. Man kan uppgradera sitt torn eller skal så att man kan skjuta snabbare och röra sig snabbare. Det finns också olika bonusar i form av kristaller som man använder för att köpa sina uppgraderingar. Kristallerna, och andra bonusar kan man antingen köpa eller hitta i krigszonen. Spelet innehåller flera olika speltyper - Deathmatch, Team Deathmatch, Capture the flag och Control Points.
Spelet är rankbaserat och man spelar med lika duktiga spelare som har stigit i graderna. Man spelar en tank i 3D. De olika skalen och tornen har olika karaktärer som gör spelet spelbart. Spel kan också göras tillåtna för spelare inom vissa grader.